# Lion Babe
Lion Babe sind ein US-amerikanisches Neo-Soul-Duo, welches bei Interscope Records unter Vertrag steht.

## Geschichte
Lion Babe besteht aus der Sängerin Jillian Hervey und dem Produzent Lucas Goodman, welcher zuvor unter dem Künstlernamen Astro Raw tätig war. Jillian Hervey ist die Tochter der US-amerikanischen Sängerin und Schauspielerin Vanessa Lynn Williams. Das erste Lied, welches sie zusammen gemacht haben, war Treat Me Like Fire welches im November 2012 bei Soundcloud hochgeladen wurde. Anschließend unterzeichnete das Duo einen Plattenvertrag bei Interscope Records. Im Dezember 2014 erschien die selbstbetitelte Debüt-EP Lion Babe. Ihre anschließend folgende Single Wonder Woman wurde von Pharrell Williams produziert.
Als Gastmusiker veröffentlichten Lion Babe mit Disclosure die Single Hourglass, welche Platz 80 in den UK-Charts erreichte. Am 25. September 2015 traten Lion Babe in London beim Apple Music Festival auf.
Für einen Werbespot zur Herbstkampagne von H&M coverten Lion Babe 2016 den Tom-Jones-Klassiker She’s a Lady.

## Diskografie
Alben
- 2016: Begin
- 2019: Cosmic Wind

EPs
- 2014: Lion Babe

Singles
- 2012: Treat Me Like Fire
- 2014: Jump Hi (feat. Childish Gambino)
- 2015: Wonder Woman
- 2015: Where Do We Go
- 2016: She’s a Lady
- 2017: Rockets (feat. Moe Moks)
- 2017: Hit the Ceiling
- 2018: Honey Dew
- 2018: The Wave (feat. Leikeli47)
- 2018: Why
- 2018: Get into the Party Life

Gastbeiträge
- 2015: Hourglass – Disclosure featuring Lion Babe
- 2019: Ain't Thinking Bout You – Mari & Lion Babe